# خانوم جولی
خانوم جولی (سوئدی: Fröken Julie) فیلمی سوئدی در سبک درام به کارگردانی آلف خوباریا است که در سال ۱۹۵۱ منتشر شد. از بازیگران آن می‌توان به ماکس فون سیدو و اوکه فریدل اشاره کرد. این فیلم بر اساس نمایش‌نامه‌ای به همین نام از آوگوست استریندبری ساخته شده‌است. این فیلم در جشنواره فیلم کن ۱۹۵۱ برنده جایزه بزرگ شد.